# Club Atlético Temperley
O Club Atlético Temperley, também conhecido como Temperley, é um clube esportivo argentino localizado na cidade de Turdera, na província de Buenos Aires, na Argentina. Sua principal atividade esportiva é o futebol profissional. Foi fundado em 1 de novembro de 1912 e ostenta as cores celeste e branco.
O Temperley, disputa a Primera B Nacional, a segunda divisão do sistema de ligas de futebol argentino, desde seu rebaixamento da divisão de elite ocorrido em 14 de abril de 2018. O clube manda seus jogos no estádio Alfredo Beranger, do qual é proprietário, e cuja inauguração ocorreu em 13 de abril de 1924. A praça esportiva, localizada na cidade de Temperley, também na província de Buenos Aires, conta com capacidade para 26 000 espectadores.

## Títulos
| NACIONAIS | NACIONAIS  | NACIONAIS  | NACIONAIS | NACIONAIS  |
| Divisão   | Competição | Associação | Títulos   | Temporadas |
| --------- | ---------- | ---------- | --------- | ---------- |
| Segunda   | Primera B  | AFA        | 1         | 1974       |
| Quarta    | Primera C  | AFA        | 1         | 1994–95    |

## Clássico
Clásico Temperley-Talleres (RdE)
Duelo tradicional da zona sul de Buenos aires, rivalidade iniciada após polêmica marcação de pênalti a favor do talleres, em paritda disputada entre os times no ano de 1952.
| Partidas jogadas | Talleres | Empates | Temperley |
| ---------------- | -------- | ------- | --------- |
| 99               | 29       | 28      | 42        |

Clásico Temperley-Los andes
Clássico da cidade de Lomas de Zamora sendo um dos principais clásscos da zona de acesso da liga argentina.
| Partidas jogadas | Los Andes | Empates | Temperley |
| ---------------- | --------- | ------- | --------- |
| 92               | 39        | 25      | 31        |